# Умберто I (станция метро)
«Умберто I» (исп. Humberto I) — станция Линии H метрополитена Буэнос-Айреса. Станция расположена между станциями «Венесуэла» и «Инклан». Станция расположена под проспектом Авенида Хухуй между улицами Умберто I и Авенида Сан-Хуан, в районе Сан-Кристобаль.
Она имеет две боковые платформы и два трека. Также на станции расположен верхний вестибюль, который соединяет платформы с доступом на улицу по лестнице, эскалаторы и лифты; а также туалеты для инвалидов и общественный Wi-Fi.

## История
Станция была открыта два раза. Строительные работы были завершены 31 мая 2007 года, но открытие для обслуживания пассажиров состоялось 18 октября 2007 вместе с открытием станций «Онсе — 30 декабря», «Венесуэла», «Инклан» и «Касерос». При проектировании станции использовались работы архитектора Бердичевский-Черный.

## Украшения
При строительстве вестибюля использовались работы Франсиско Канаро, Оскара Грилло, как часть культуры танго.

## Достопримечательности
Они находятся в непосредственной близости от станции:
- Комиссариат № 20 de la Федеральная полиция Аргентины
- Sede centro de la Defensoría del Consejo de los Derechos de Niños, Niñas y Adolescentes.
- Медицинский центр Acción Comunitaria (CeSAC) N° 45
- Hospital Oftalmológico Santa Lucía
- Госпиталь Франция
- Общая начальная школа Коммуны Nº 10 Francisco de Gurruchaga
- Техническая школа Nº 11 Мануэль Бельграно
- Общая начальная школа Коммуны Nº 17 Luis Jose de Chorroarin
- Escuela Normal Superior Nº 8 Хулио Архентино Рока
- Общая начальная школа Коммуны Nº 25 Gervasio Posadas
- Общественная библиотека Juana Manso
- Площадь Martín Fierro
  - Plaza Martín Fierro

## Галерея

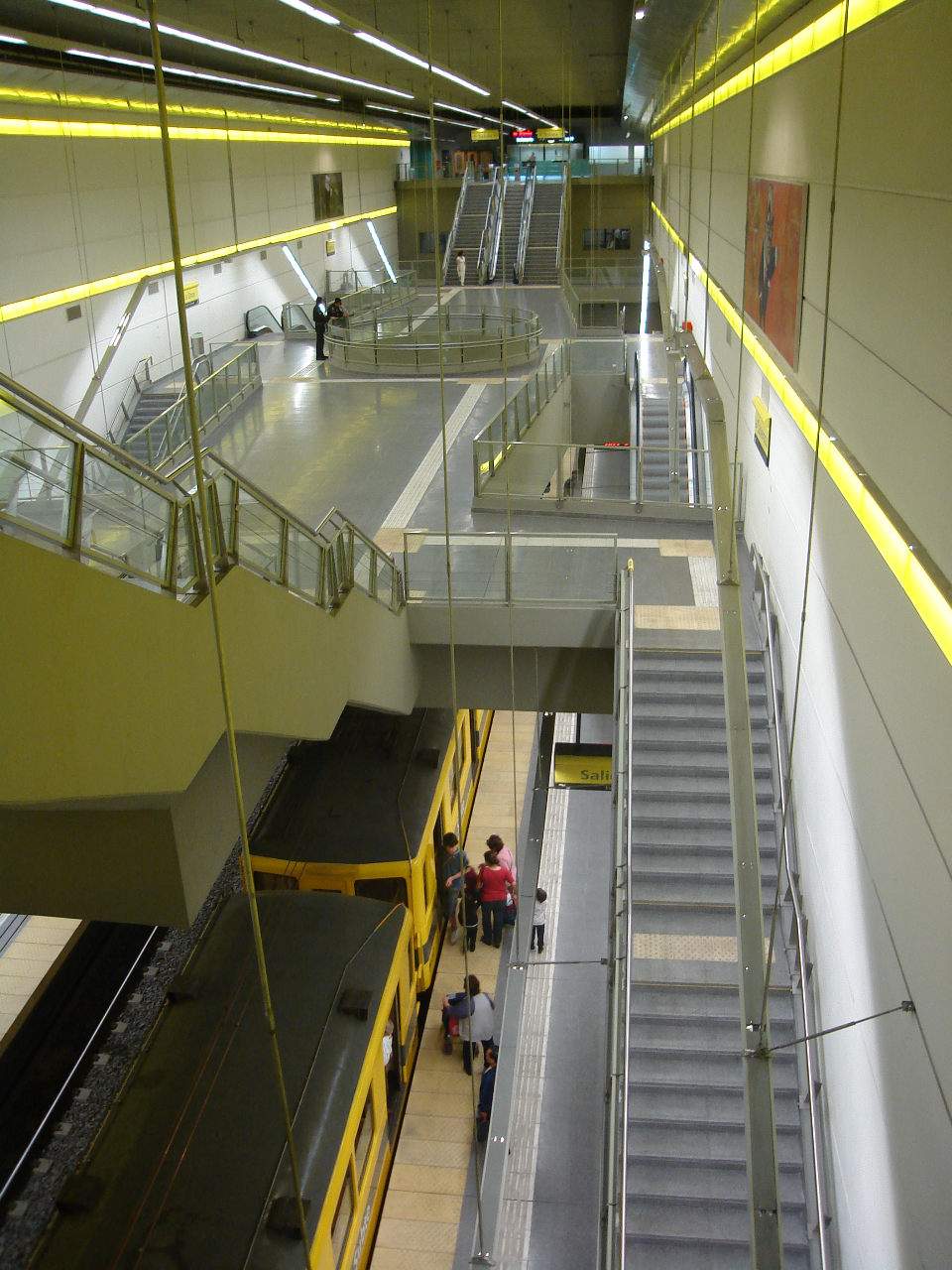
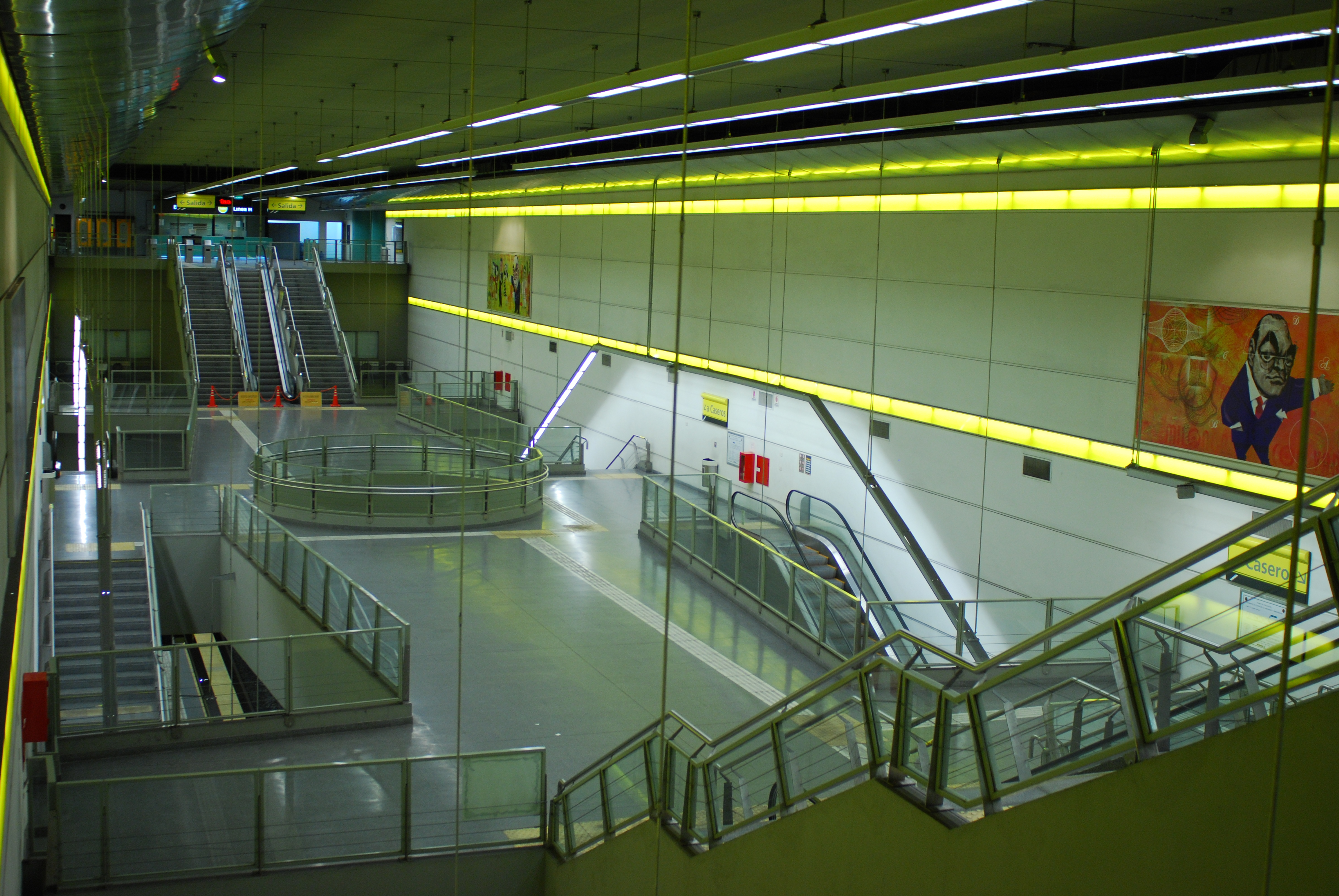
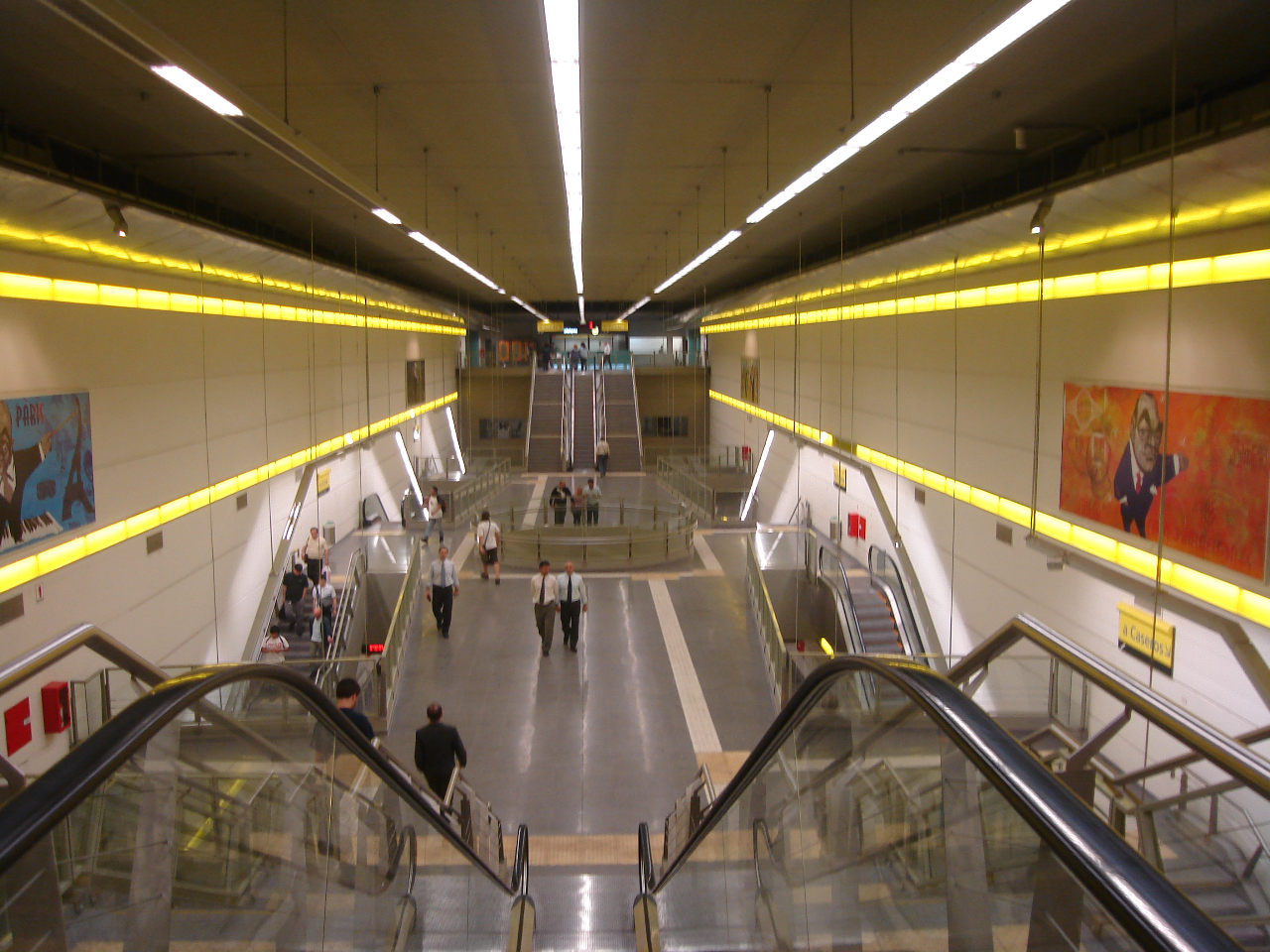
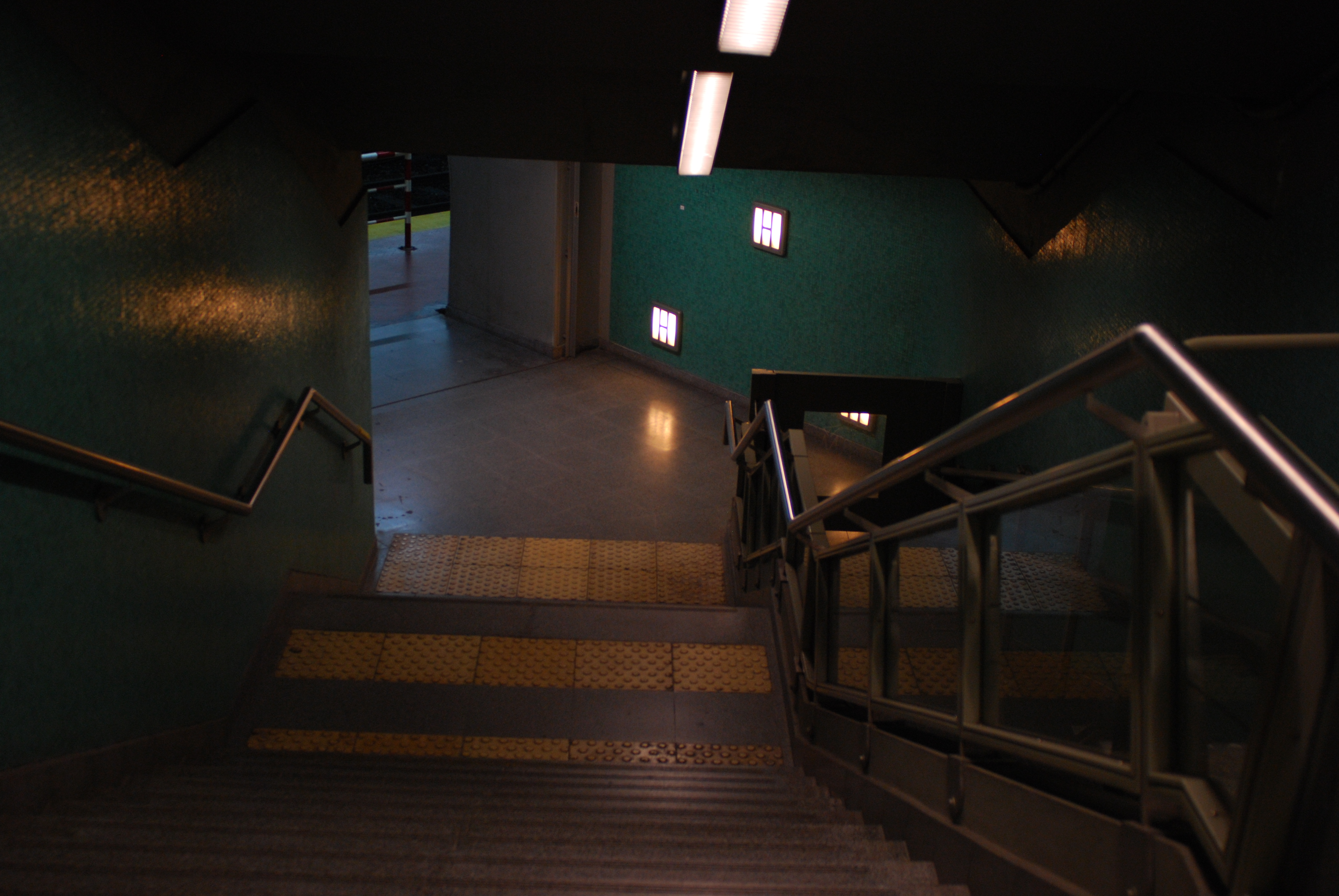
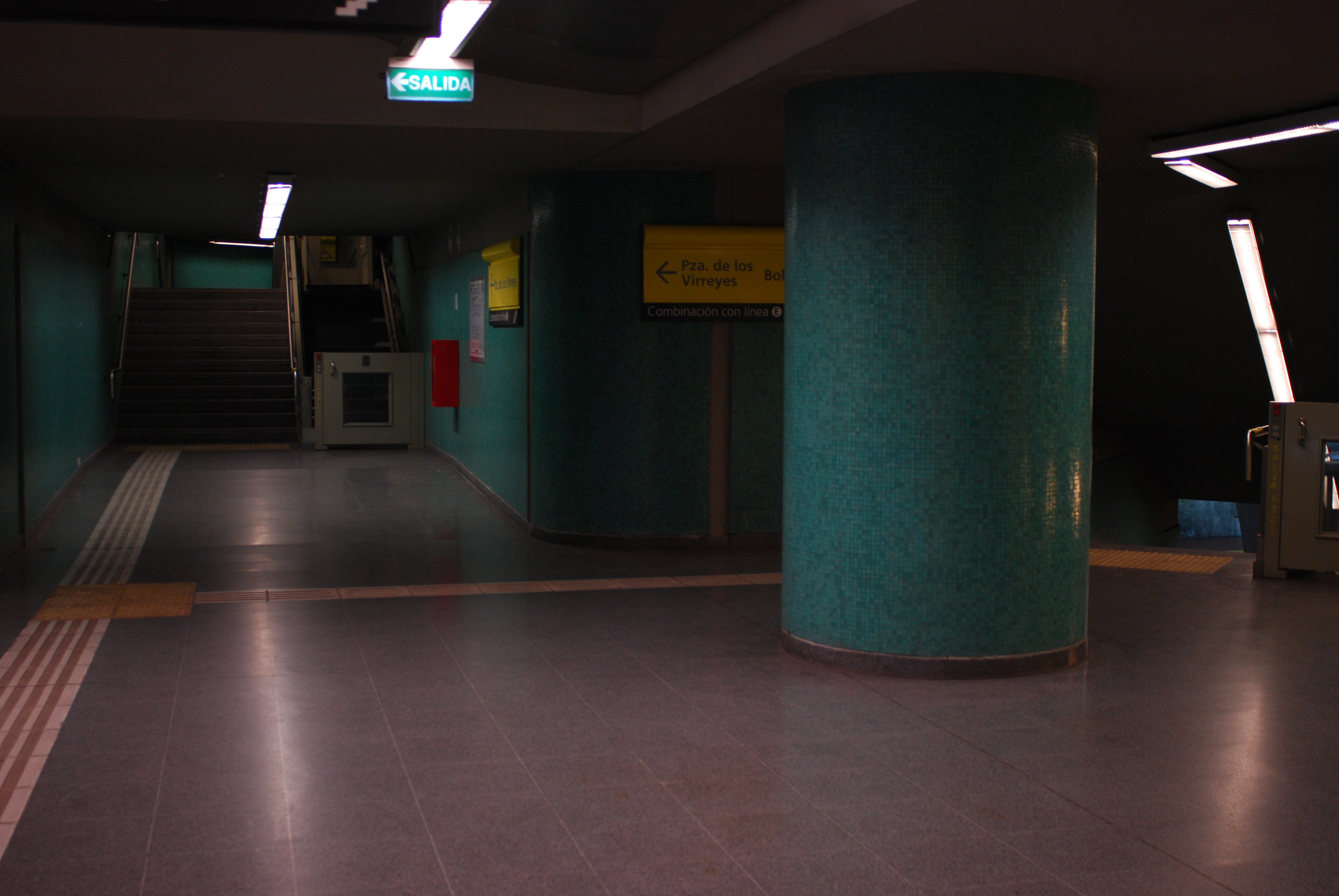
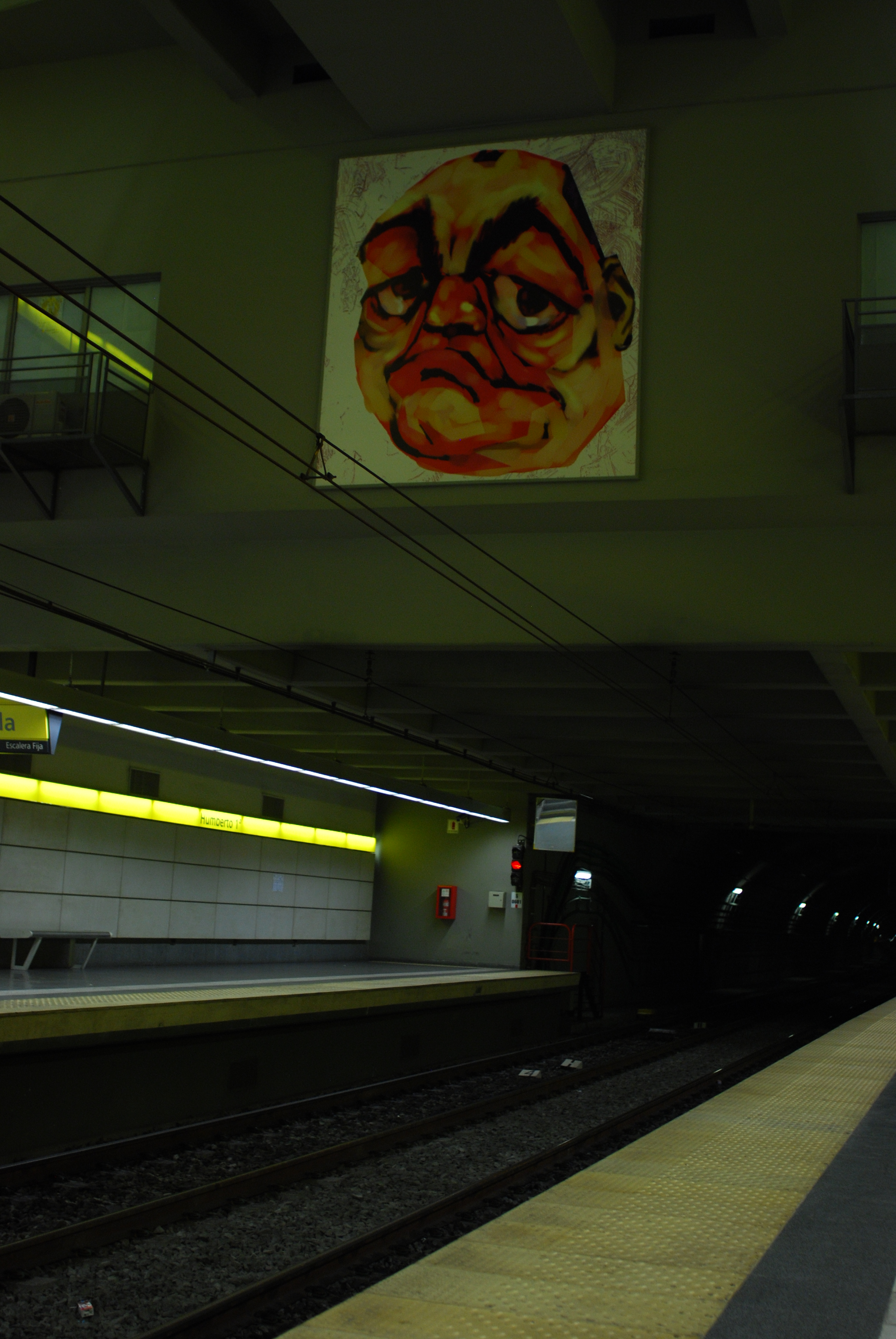
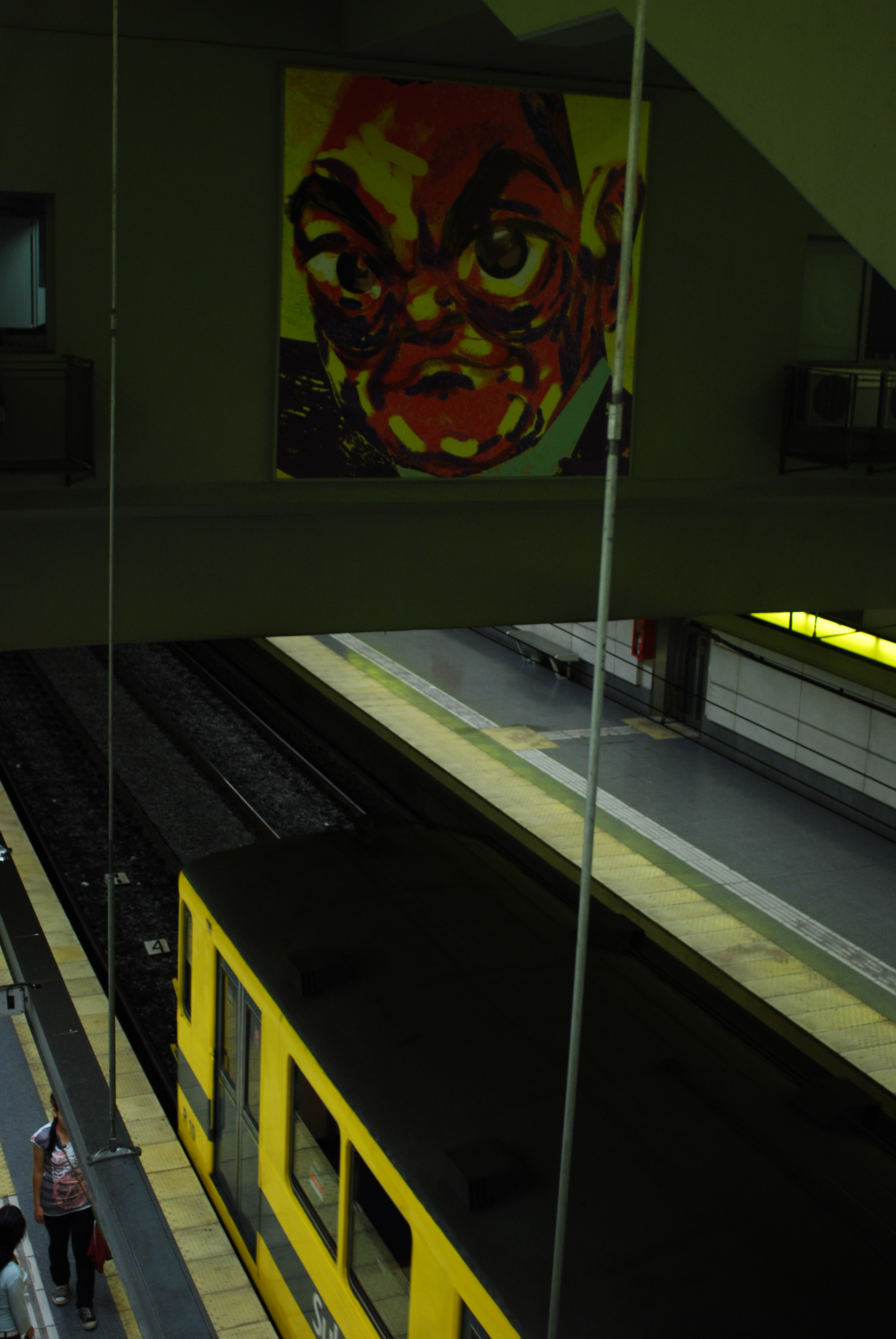